# La famiglia dei perché
La famiglia dei perché (The Why Why Family) (in francese: Les Kikekoi) è una serie televisiva a cartoni animati prodotta in Francia nel 1996 dai registi Bruno Bianchi e Dora Case e dagli scrittori Annabelle Perrichon e François-Emmanuel Porché, e prodotto da Saban International Paris.  La proprietà della serie è passata alla Disney nel 2001, quando la Disney ha acquisito Fox Kids Worldwide, che include anche Saban Entertainment. La serie non è disponibile su Disney+.

## Personaggi
- Papà
- Mamma
- Victor
- Nonno
- Zago
- Nonna
- Zii